# Medaglia Astana
La medaglia Astana è stato un premio statale del Kazakistan.

## Storia
La medaglia è stata istituita il 2 giugno 1998.

## Assegnazione
La medaglia veniva assegnata a cittadini kazaki e stranieri che abbiano dato un contributo significativo allo sviluppo sociale ed economico del Kazakistan, nella disposizione e nella costruzione della capitale della Repubblica del Kazakistan.

## Insegne
- La medaglia era di bronzo. Il dritto raffigurava la residenza del presidente della Repubblica del Kazakistan ad Astana. Nella parte superiore della medaglia vi è il sole, elemento che si trova anche nella bandiera nazionale della Repubblica del Kazakistan, sotto di esso vi è la scritta "Kazakistan". Nella parte inferiore della medaglia vi è la scritta "Astana", realizzata in caratteri di stile turco. Sotto l'iscrizione vi è un elemento di ornamento nazionale. Al centro del rovescio della medaglia vi è il mitico leopardo alato. Sotto di esso la data "1998".
- Il nastro era per metà azzurro e per metà rosso.